# Clovia calundensis
Clovia calundensis is een halfvleugelig insect uit de familie Aphrophoridae. De wetenschappelijke naam van deze soort is voor het eerst geldig gepubliceerd in 1961 door Synave.